# Herrarnas förföljelse i bancykling vid olympiska sommarspelen 1996
Herrarnas förföljelse i bancykling vid olympiska sommarspelen 1996 ägde rum den 24-25 juli 1996 i Atlanta.

## Medaljörer
| Event                 | Guld                    | Silver                   | Brons               |
| Herrarnas förföljelse | Andrea Collinelli (ITA) | Philippe Ermenault (FRA) | Bradley McGee (AUS) |

## Resultat

### Kvalifikationsomgång
| Placering | Cyklist                    | Tid                    | Noteringar |
| --------- | -------------------------- | ---------------------- | ---------- |
| 1         | Andrea Collinelli (ITA)    | 4 min 19 s 699 (VR/OR) | Q          |
| 2         | Philippe Ermenault (FRA)   | 4 min 21 s 295         | Q          |
| 3         | Alexey Markov (RUS)        | 4 min 27 s 074         | Q          |
| 4         | Juan Martínez Oliver (ESP) | 4 min 27 s 909         | Q          |
| 5         | Bradley McGee (AUS)        | 4 min 27 s 954         | Q          |
| 6         | Heiko Szonn (GER)          | 4 min 29 s 931         | Q          |
| 7         | Walter Pérez (ARG)         | 4 min 30 s 715         | Q          |
| 8         | Andriy Yatsenko (UKR)      | 4 min 30 s 751         | Q          |
| 9         | Kent Bostick (USA)         | 4 min 33 s 008         |            |
| 10        | Artūras Kasputis (LTU)     | 4 min 33 s 748         |            |
| 11        | Graeme Obree (GBR)         | 4 min 34 s 297         |            |
| 12        | Robert Karśnicki (POL)     | 4 min 35 s 193         |            |
| 13        | Gary Anderson (NZL)        | 4 min 36 s 918         |            |
| 14        | Vadim Kravchenko (KAZ)     | 4 min 37 s 212         |            |
| 15        | David George (RSA)         | 4 min 39 s 531         |            |
| 16        | Phillip Collins (IRL)      | 4 min 41 s 207         |            |
|           | Jukka Heinikainen (FIN)    | varvad                 |            |
|           | Peter Pieters (NED)        | varvad                 |            |

### Kvartsfinaler
| Nummer | Placering | Cyklist                    | Tid                    |
| ------ | --------- | -------------------------- | ---------------------- |
| 1      | 1         | Bradley McGee (AUS)        | 4 min 24 s 983         |
| 1      | 2         | Juan Martínez Oliver (ESP) | 4 min 28 s 310         |
| 2      | 1         | Alexey Markov (RUS)        | 4 min 24 s 863         |
| 2      | 2         | Heiko Szonn (GER)          | 4 min 31 s 583         |
| 3      | 1         | Philippe Ermenault (FRA)   | 4 min 22 s 826         |
| 3      | 2         | Walter Pérez (ARG)         | varvad                 |
| 4      | 1         | Andrea Collinelli (ITA)    | 4 min 19 s 153 (VR/OR) |
| 4      | 2         | Bradley McGee (AUS)        | varvad                 |

### Semifinaler
| Nummer | Placering | Cyklist                  | Tid            |
| ------ | --------- | ------------------------ | -------------- |
| 1      | 1         | Philippe Ermenault (FRA) | 4 min 24 s 082 |
| 1      | 2         | Alexey Markov (RUS)      | 4 min 26 s 828 |
| 2      | 1         | Andrea Collinelli (ITA)  | 4 min 22 s 775 |
| 2      | 2         | Bradley McGee (AUS)      | 4 min 26 s 121 |

### Final
| Placering | Cyklist                  | Tid            |
| --------- | ------------------------ | -------------- |
| 1         | Andrea Collinelli (ITA)  | 4 min 20 s 893 |
| 2         | Philippe Ermenault (FRA) | 4 min 22 s 794 |